# Groene zeep

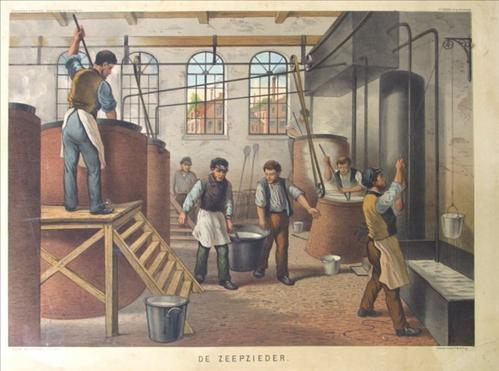
Zeep maken in een negentiende-eeuwse zeepziederij

Groene zeep, ook wel bruine zeep, zachte zeep of goudzeep genoemd is een weke of zachte zeep met een gelig-bruine kleur die met name voor huishoudelijke reiniging wordt gebruikt.
Oorspronkelijk werd groene zeep van hennepolie gemaakt. Deze olie is van nature enigszins groen gekleurd, waardoor de zeep die ervan werd gemaakt ook een beetje groen gekleurd was. Hennepolie geperst uit hennepzaad was een goedkoop nevenproduct van de hennepteelt, die op grote schaal plaatsvond om van de vezels touw te maken.
Later werd groene zeep vaak met goedkope andere plantaardige oliën gemaakt. De zeep is week, doordat de olie verzeept wordt met kaliumhydroxide in plaats van met natriumhydroxide, zoals bij harde zeep.

## Gebruik
Groene zeep heeft de naam een bijzonder goede ontvetter te zijn. Het wordt gebruikt om bijvoorbeeld met smeerolie vervuilde handen schoon te krijgen, maar ook bij het verwijderen van hardnekkige (vet)vlekken uit stoffen. Veel moderne synthetische oppervlakte-actieve stoffen hebben echter een aanmerkelijk groter vetoplossend vermogen dan zeep.
Groene zeep is meestal niet geparfumeerd en heeft daardoor de kenmerkende eigen zeepgeur, die niet door iedereen gewaardeerd wordt, terwijl anderen ingenomen zijn met de door hen als ouderwets omschreven geur en deze met 'schoon' associëren.

## Goed voor het milieu?
In de moderne groene zeep zitten vaak chemicaliën die niet goed zijn voor water, flora en fauna. Sommige producenten gebruiken geen minerale olie of petrochemische ingrediënten voor het maken van de zeep. De bewering dat groene zeep bijna 100 % biologisch afbreekbaar is, betekent niet zoveel omdat de EU wetgeving voorschrijft dat alle schoonmaakmiddelen voor algemeen gebruik biologisch afbreekbaar moeten zijn.

## Overige benamingen
Groene zeep wordt ook aangeduid als bruine zeep (vrij algemeen in Vlaanderen), als 'Goudzeep' (merk Tricel), of als Zachte Zeep (merk Driehoek).